# 画像エンジン
画像エンジン（がぞうエンジン）とは、デジタルカメラ・デジタルビデオカメラ・テレビ受像機など映像機器で、CCD、CMOSなど撮像素子から得る電荷や、映像信号を扱う半導体である。
旧来、デジタルカメラの画像エンジンは、汎用DSPが用いられていたが、メガピクセルを扱うには処理能力が不足し、撮影毎の画像処理に数秒間を要して連続撮影は困難であるため、製品メーカーは必要な能力を有する専用画像処理CPUを開発して、製品へ搭載している。
デジタルカメラでは、撮像素子からの電荷を画像ファイルへ変換する作動の他、省電力に高性能ならば起動・連続撮影・撮影可能枚数など、作動全般で高速化に寄与する。

## 主な画像エンジンのブランド名
- キヤノン - DIGIC
- ニコン - EXPEED
- カシオ計算機 - EXILIMエンジン
- パナソニック - ヴィーナスエンジン
- オリンパス → OM SYSTEM - TruePic
- コニカミノルタ - SUPHEED
- ソニー - Real Imaging Processor（サイバーショット - 2006年以前のモデル）、Bionz（α、Cyber-shot - 2007年春以降のモデル）
- リコー - GRエンジン（GRデジタル）、スムースイメージングエンジン（キャプリオ）
- 富士フイルム - リアルフォトエンジン、EXR Processor、X-Processor
- ペンタックス - PRIME（K10D以降）
- エプソン - EDiART
- 三洋電機 - プラチナエンジン
- シグマ - True（トゥルー）
- シャープ - ProPix

なお、ニコンが採用する「EXPEED」、同社コンパクトデジタルカメラで使われる「EXPEED C2」は画像エンジンなどの特定部品・機能を示すものではなく、デジタル画像処理の包括コンセプトの名称であるが、同社Dシリーズ、Nikon 1シリーズなどに使われる「EXPEED 2」以降のものは、画像処理エンジンという扱いになっている。